# Tour de França de 1973
L'edició del Tour de França de 1973, 60a edició de la cursa francesa, es disputà entre el 30 de juny i el 22 de juliol de 1973, amb un recorregut de 4.150 km distribuïts en un pròleg i 20 etapes, 6 d'elles amb dos sectors.
Hi van prendre part 132 ciclistes repartits entre 12 equips d'onze corredors, dels quals 87 arribaren a París, destacant l'equip Bic, que ho feu amb l'equip al complet.
En aquesta edició hi ha l'absència del vigent vencedor, el belga Eddy Merckx. Aquesta absència és aprofitada per l'espanyol Luis Ocaña per a aconseguir la victòria final després de dominar de cap a cap la cursa i treure més de 15 minuts sobre el segon classificat, el francès Bernard Thévenet.

## Resultats

### Classificació general
| Classificació General                 | Classificació General | Classificació General | Classificació General |
| ------------------------------------- | --------------------- | --------------------- | --------------------- |
| 1.                                    | Luis Ocaña            | Espanya               | 122h 25' 34"          |
| 2.                                    | Bernard Thévenet      | França                | + 15' 51"             |
| 3.                                    | José Manuel Fuente    | Espanya               | + 17' 15"             |
| 4.                                    | Joop Zoetemelk        | Països Baixos         | + 26' 22"             |
| 5.                                    | Lucien van Impe       | Bèlgica               | + 30' 20"             |
| 6.                                    | Herman van Springel   | Bèlgica               | + 32' 01"             |
| 7.                                    | Michel Périn          | França                | + 33' 02"             |
| 8.                                    | Joaquim Agostinho     | Portugal              | + 35' 51"             |
| 9.                                    | Vicente López Carril  | Espanya               | + 36' 18"             |
| 10.                                   | Régis Ovion           | França                | + 36' 59"             |
| 132 participats, 87 acabaren la cursa |                       |                       |                       |

### Gran Premi de la Muntanya
| 1r | Pedro Torres       | 225 pts |
| 2n | José Manuel Fuente | 216 pts |
| 3r | Luis Ocaña         | 192 pts |

### Classificació de la Regularitat
| 1r | Herman van Springel | 187 pts |
| 2n | Joop Zoetemelk      | 168 pts |
| 3r | Luis Ocaña          | 132 pts |

### Classificació per equips
| 1r | Bic |

### Classificació de la combinada
| 1r | Joop Zoetemelk |

### Etapes
| Etapa   | Data         | Recorregut                            | km         | Guanyador                | Líder               |
| Pròleg  | 30 de juny   | Scheveningen                          | 7,1 (CRI)  | Joop Zoetemelk           | Joop Zoetemelk      |
| 1a (a)  | 1 de juliol  | Scheveningen-Rotterdam                | 84         | Willy Teirlinck          | Willy Teirlinck     |
| 1a (b)  | 2 de juliol  | Rotterdam-Sint-Niklaas                | 137,5      | José Catieu              | Herman van Springel |
| 2a (a)  | 3 de juliol  | Sint-Niklaas-Sint-Niklaas             | 12,4 (CRE) | Watney-Maes              | Herman Van Springel |
| 2a (b)  | 3 de juliol  | Sint-Niklaas-Roubaix                  | 138        | Eddy Verstraeten         | Herman Van Springel |
| 3a      | 4 de juliol  | Roubaix-Reims                         | 226        | Cyrille Guimard          | José Catieu         |
| 4a      | 5 de juliol  | Reims-Nancy                           | 214        | Joop Zoetemelk           | José Catieu         |
| 5a      | 6 de juliol  | Nancy-Mülhausen                       | 188        | Walter Godefroot         | José Catieu         |
| 6a      | 7 de juliol  | Belfort-Divonne-les-Bains             | 244,5      | Jean-Pierre Danguillaume | José Catieu         |
| 7a (a)  | 8 de juliol  | Divonne-les-Bains-Gaillard            | 86,5       | Luis Ocaña               | Luis Ocaña          |
| 7a (b)  | 8 de juliol  | Gaillard-Méribel                      | 150,5      | Bernard Thévenet         | Luis Ocaña          |
| 8a      | 9 de juliol  | Motiérs-Les Orres                     | 237,5      | Luis Ocaña               | Luis Ocaña          |
| 9a      | 10 de juliol | Ambrun-Niça                           | 234,5      | Vicente López-Carril     | Luis Ocaña          |
| 10a     | 11 de juliol | Niça-Aubanha                          | 222,5      | Michael Wright           | Luis Ocaña          |
| 11a     | 13 de juliol | Montpeller-Argelers                   | 238        | Barry Hoban              | Luis Ocaña          |
| 12a (a) | 14 de juliol | Perpinyà-Tuïr                         | 28,3 (CRI) | Luis Ocaña               | Luis Ocaña          |
| 12a (b) | 14 de juliol | Tuïr-Pyrénées 2000                    | 76         | Lucien Van Impe          | Luis Ocaña          |
| 13a     | 15 de juliol | La Guingueta d'Ix-Banhèras de Luishon | 235        | Luis Ocaña               | Luis Ocaña          |
| 14a     | 16 de juliol | Banhèras de Luishon-Pau               | 227,5      | Pedro Torres             | Luis Ocaña          |
| 15a     | 17 de juliol | Pau-Florença                          | 137        | Wilfried David           | Luis Ocaña          |
| 16a (a) | 18 de juliol | Florença-Bordeus                      | 210        | Walter Godefroot         | Luis Ocaña          |
| 16a (b) | 18 de juliol | Bordeus-Bordeus                       | 12,4 (CRI) | Joaquim Agostinho        | Luis Ocaña          |
| 17a     | 19 de juliol | Senta Fe-Briva                        | 248        | Claude Tollet            | Luis Ocaña          |
| 18a     | 20 de juliol | Briva-Puèi Domat                      | 216,5      | Luis Ocaña               | Luis Ocaña          |
| 19a     | 21 de juliol | Bourges-Versalles                     | 233,5      | Barry Hoban              | Luis Ocaña          |
| 20a (a) | 22 de juliol | Versalles-Versalles                   | 16 (CRI)   | Luis Ocaña               | Luis Ocaña          |
| 20a (b) | 22 de juliol | Versalles-París                       | 89         | Bernard Thévenet         | Luis Ocaña          |